# Skeppsholmens bergrum

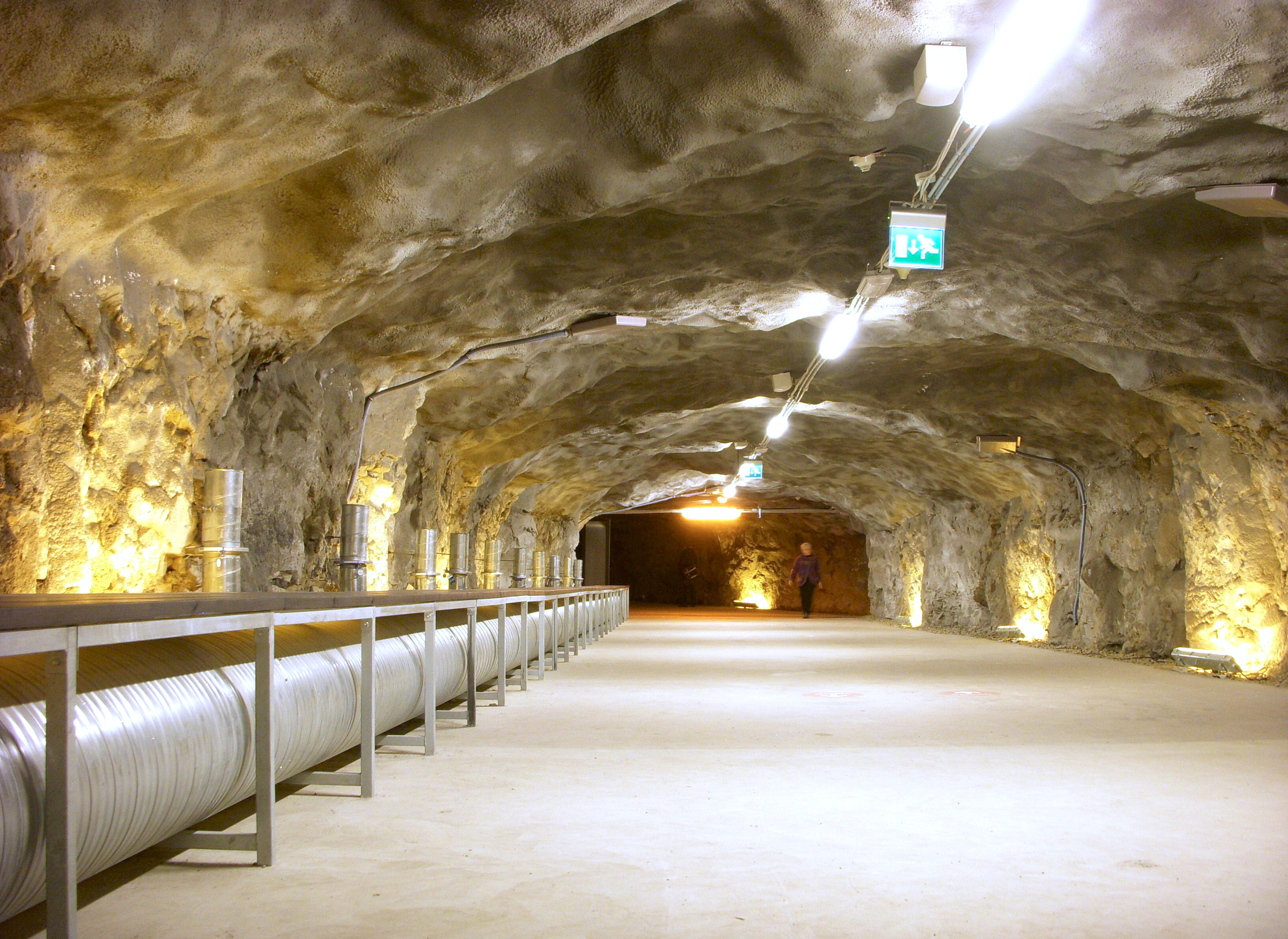
Det ombyggda bergrummet i oktober 2010.

Bergrummet på Skeppsholmen är en underjordisk anläggning på Skeppsholmen i Stockholm, som ligger rakt under Östasiatiska museet och Skeppsholmskyrkan på Skeppsholmens norra sida. Bergrummet anlades i början på 1940-talet för att ge plats åt marinchefen och hans stab i krigstid. Anläggningen har en yta av 4 800 kvadratmeter.
En del av bergrummet gjordes i början av år 2010 i ordning som utställningslokal för specialutställningar, bland annat för Östasiatiska museet och Världskulturmuseet. Sedan hösten 2017 har Bergrummet – Tidö collection of toys and comics, tidigare Tidö leksaks- och seriemuseum, sin permanenta utställning i 2 500 kvadratmeter, drygt hälften, av lokalerna.

## Användning i krigstid

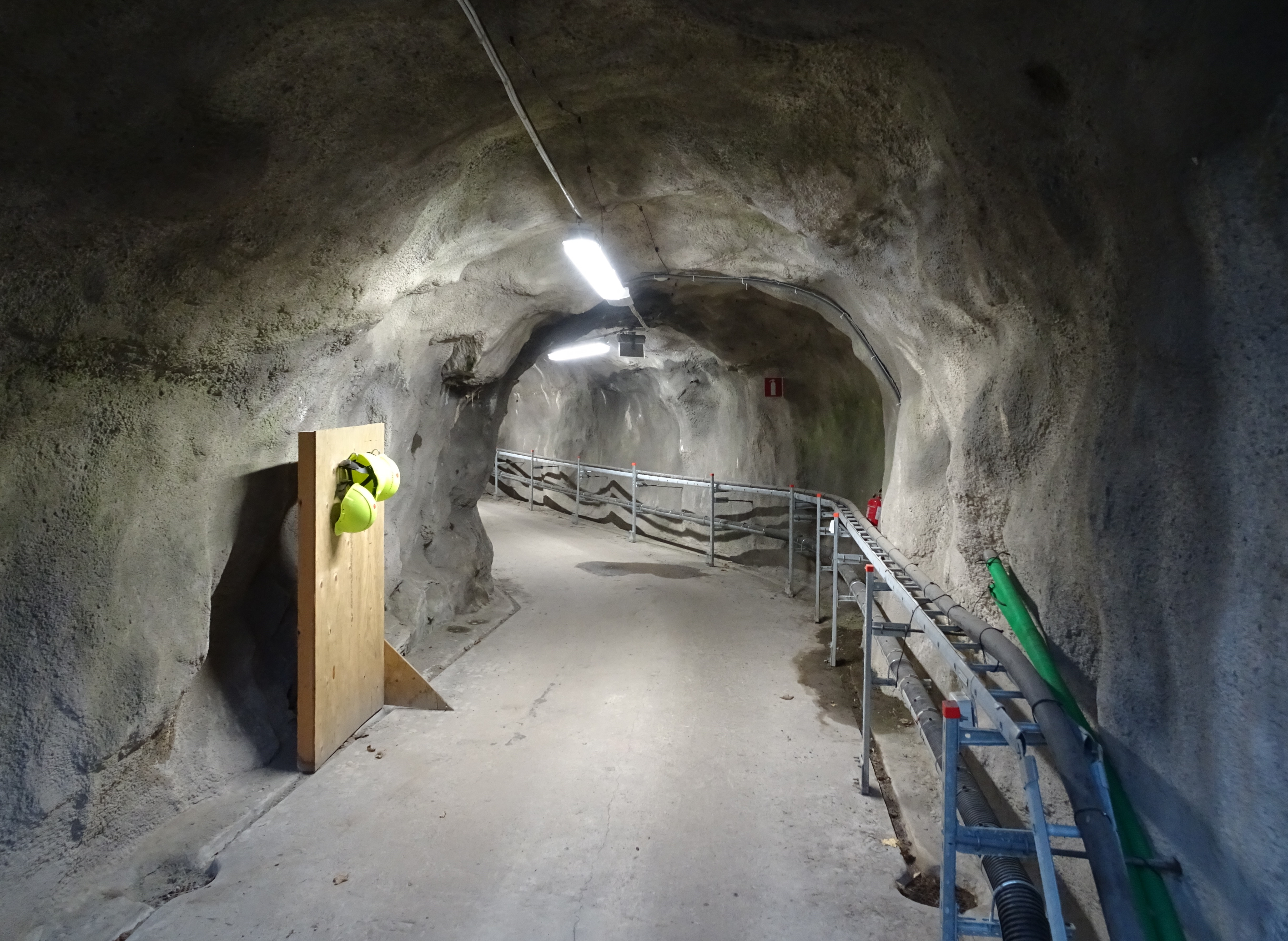
Bergrummets tunnel vid f.d. Högvakten, numera nödutgång från leksaksmuseet.

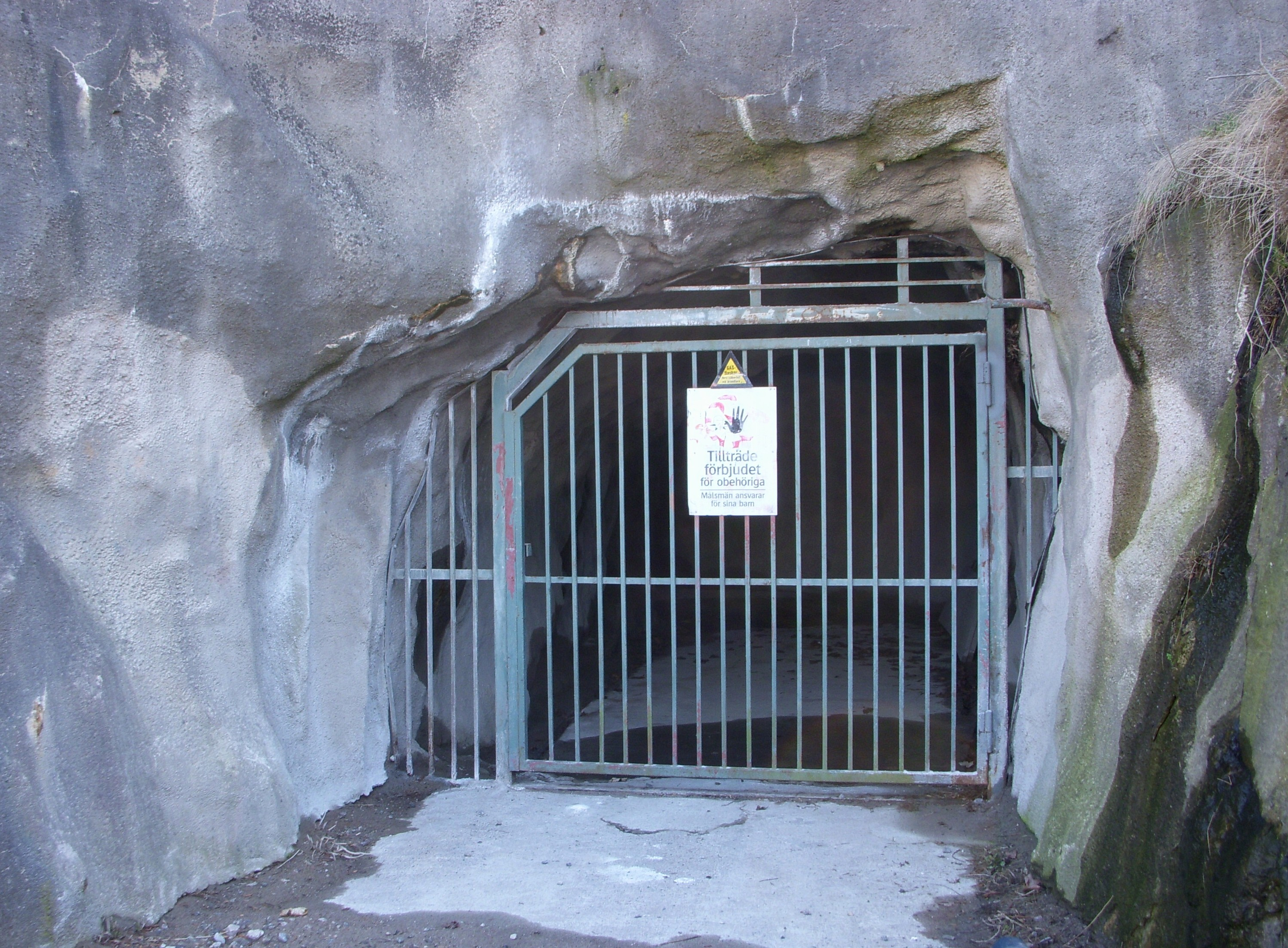
Bergrummets entré från f.d. Högvakten.

Bergrummet sprängdes ut i början på 1940-talet för att ge plats åt marinchefen och hans stab under krigstid. Det består av åtta tunnlar som är hoplänkade med tvärskepp och diverse gångar. Anläggningen har en yta av 4 800 kvadratmeter och är utrustad med sex in- och utgångar, de flesta mot norr. En av utgångarna är passerbar med fordon och en utgång mynnar vid sidan om Mindepartementet mot öst. 
I anläggningen fanns plats för en stor stridsledningscentral, bemannad av officerare och marinlottor. Här fanns också övernattningsrum för befäl och sovsalar för värnpliktiga, samt matsal, sjukavdelning, duschrum och andra utrymmen. Här genomfördes praktiska övningar ända in på 1960-talet. I händelse av krig, hade även örlogsvarvschefen utrymme för sin stab, och från Min- och Torpeddepartementets sida användes bergrummet för bland annat förvaring av minor och torpeder.

## Användning i fredstid
Efter andra världskriget sköttes hela flottans personalhantering från Skeppsholmen. De stora slamrande hålkortsmaskinerna fick stå i berget och delar av kustflottans arkiv och hemliga sjökort förvarades här fram till 1970-talet. År 1969 flyttade marinkommandochefen till Musköbasen och bergrummet på Skeppsholmen blev mobiliseringsförråd fram till mitten av 1980-talet. På 1990-talet revs all inredning. Därefter fick bergrummet vara kuliss för bland annat några Martin Beck-filmer och TV-serien Kommissionen. 
Den 24 maj 2008 öppnades bergrummet för ett engångsbesök av allmänheten. 5 918 personer kom då till bergrummet i samband med kampanjen Hemliga svenska rum, anordnades av Statens fastighetsverk.

## Nya verksamheter i bergrummet
År 2006 gav regeringen Statens fastighetsverk i uppdrag att i samråd med Nobelstiftelsen, Stockholms stad och Riksantikvarieämbetet utreda frågan om placering av Nobelmuseet på Skeppsholmen, där Skeppsholmskyrkan, Amiralitetshuset, Högvakten och bergrummen tillsammans skulle kunna bli en bra lösning för Nobelmuseets framtida lokaler. För Statens fastighetsverks utredning föreslogs följande lokalprogram: 
- Amiralitetshuset - forskningsavdelning, bibliotek, arkiv och administration
- Bergrummen - permanenta och tillfälliga utställningar
- Skeppsholmskyrkan - flexibel användning som auditorium, konferenslokal och mottagningsrum
- Högvakten - ny entré

Statens fastighetsverks utredning, som överlämnades i januari 2007, pekade på en rad svårigheter som bland annat att bergrummet inte kommer att räcka till, att kommunikationen mellan byggnaderna är svårlöst och att bergrummet saknar dagsljus. Utredningen ledde inte till någon åtgärd. Under tiden har Skeppsholmskyrkan fått ett annat användningsområde. Kyrkan omvandlades 2009 till Eric Ericsonhallen.

## Plats för utställningar och museum
Bergrummet gjordes i början av år 2010 i ordning som utställningslokal för specialutställningar. Under vinterhalvåret 2010/2011 visade Östasiatiska museet delar av Terrakottaarmén med 315 föremål, från elva museer, fem kejserliga gravanläggningar och över tio olika utgrävningsplatser i Shaanxi-provinsen.

Sedan hösten 2017 har Bergrummet – Tidö collection of toys and comics, tidigare Tidö leksaks- och seriemuseum, sin permanenta utställning i 2 500 kvadratmeter, drygt hälften, av lokalerna.

## Bilder, museumsverksamhet

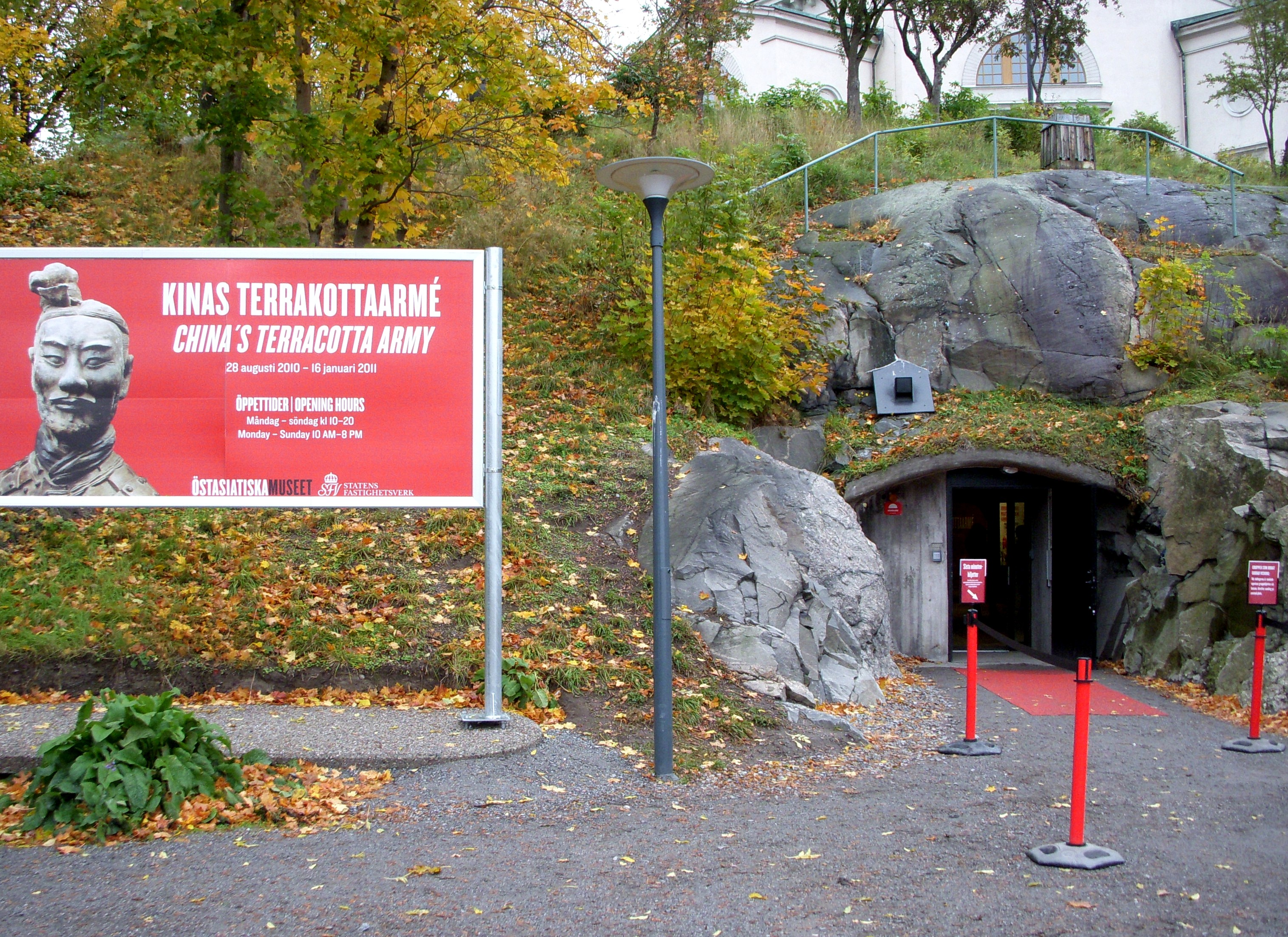
Terrakottaarmén i bergrummet, 2010, entré från Svensksundsvägen.
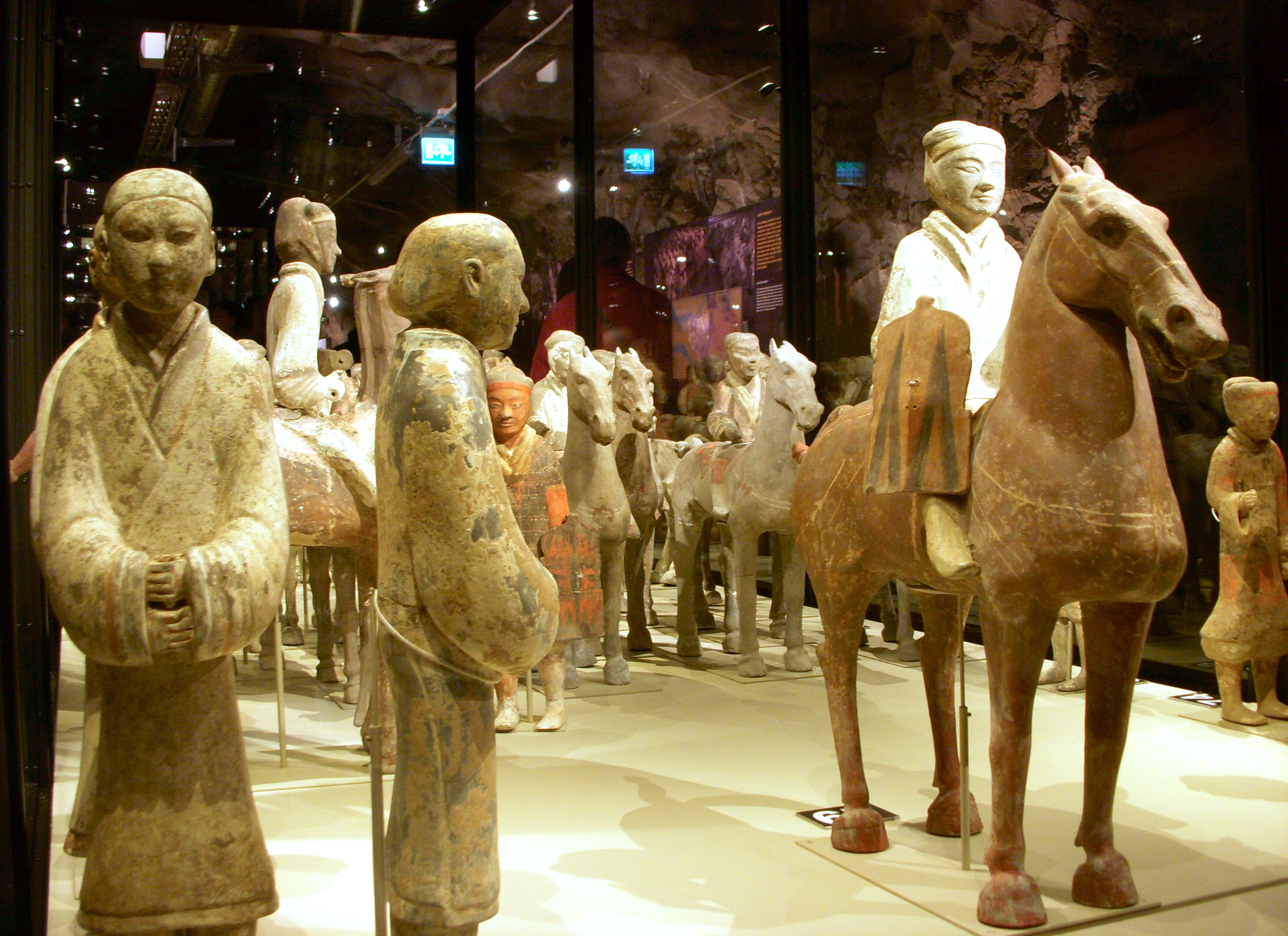
Terrakottaarmén i bergrummet, 2010.
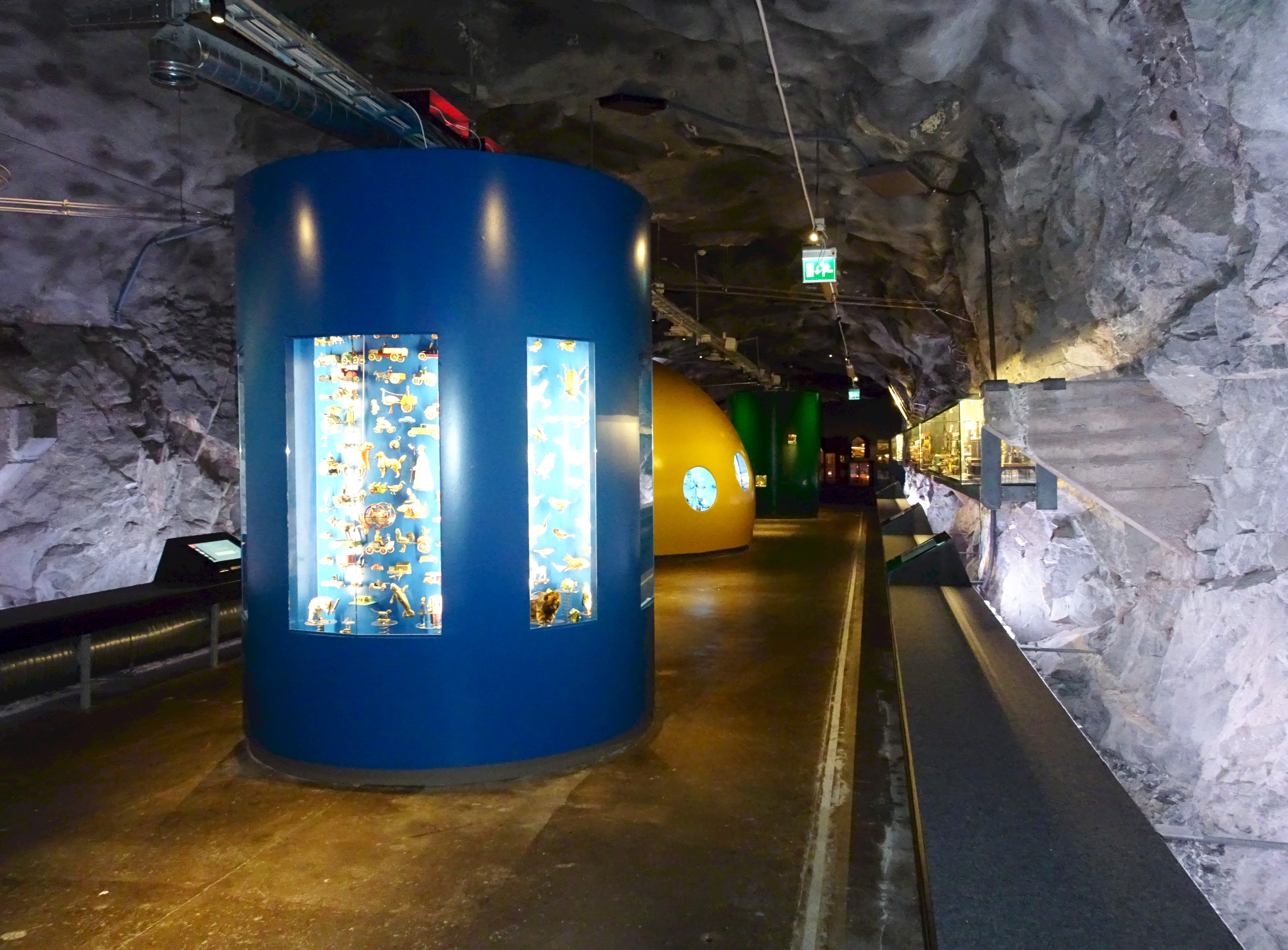
Bergrummet – Tidö collection of toys and comics i Bergrummet, 2018.
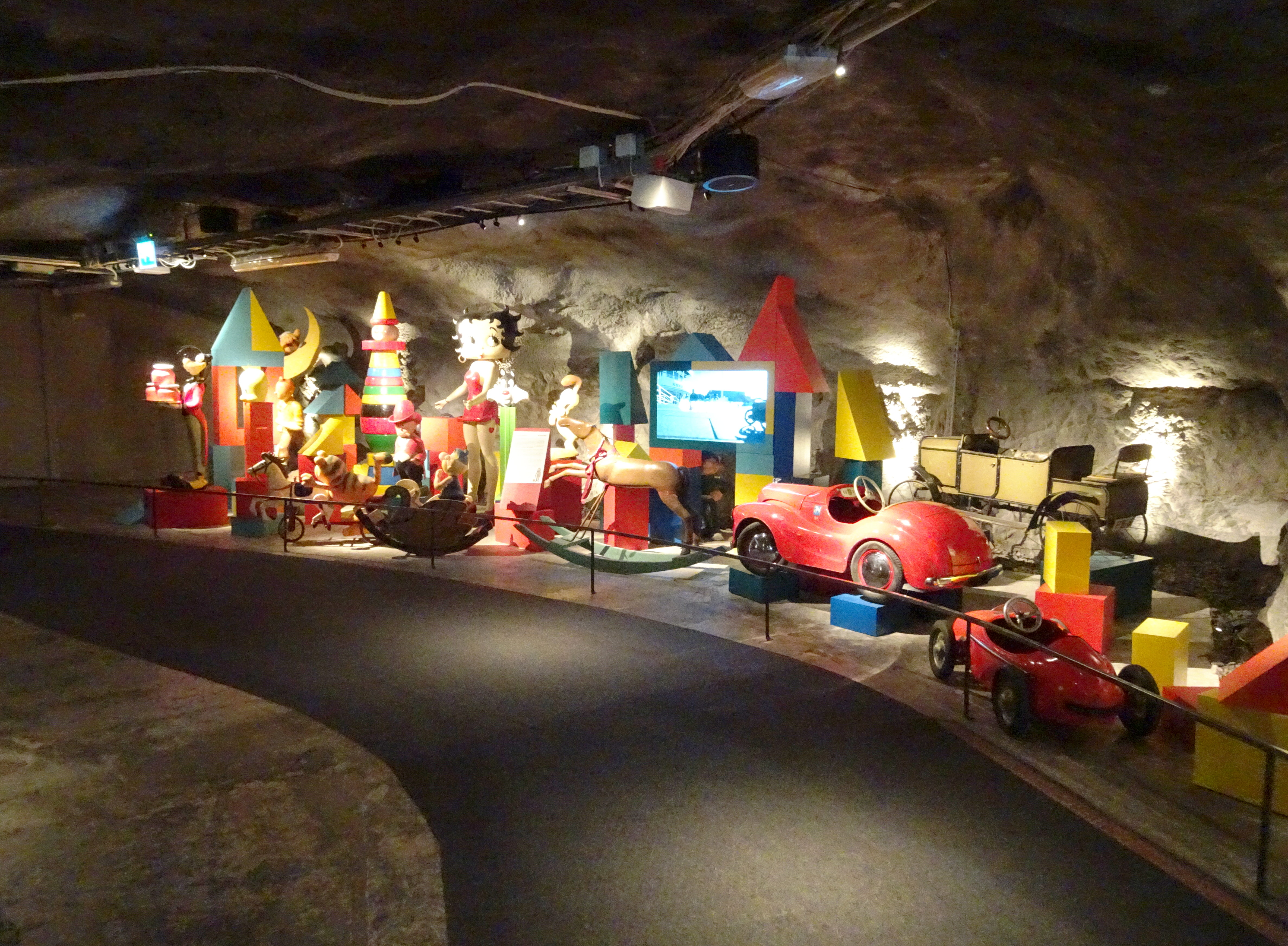
Tidö collection of toys and comics i Bergrummet, 2018.